# Никола Петров (поет)
Вижте пояснителната страница за други личности с името Никола Петров.
Никола Николов Петров е български поет и журналист.

## Биография
Роден е на 10 октомври 1987 г. През 2010 г. завършва скандинавистика в Софийския университет „Св. Климент Охридски“, след което работи като журналист. От 2008 г. участва в различни литературни конкурси. Носител е на трета, втора и първа награда от Националния младежки конкурс за поезия „Веселин Ханчев“ (2009-2011), както и на други отличия, сред които Славейкова награда – второ място (2008) и Национален конкурс на фондация „Св. Климент Охридски“ – награда за поезия (2009). През 2012 г. издава стихосбирката „Въжеиграч“.
Участва в различни издания на „Актьори срещу поети“ в Театрална работилница „Сфумато“.